# Spider-Man (serie animata 1999)
Spider-Man (Spider-Man Unlimited) è una serie televisiva a cartoni animati dedicata all'Uomo Ragno, prodotta dai Marvel Studios e da Saban Entertainment, composta da 13 episodi (tre dei quali divisi in due parti) e trasmessa in USA dal 1999 al 2001 sulla rete televisiva Fox. La serie fu interrotta dopo 13 episodi, rimanendo senza un finale.

## Trama
Questa serie è ambientata nella Contro-Terra (un'altra Terra situata sul lato opposto del Sole), accessibile tramite un portale nello spazio extraterrestre. In questo mondo appaiono alcuni nemici classici dell'Uomo Ragno, in versione locale.
John Jameson, figlio del direttore del Daily Bugle J. Jonah Jameson, sta per partire per una missione nello spazio, per esplorare il passaggio dimensionale vicino alla Terra recentemente scoperto, e il pianeta al quale conduce. Peter Parker scorge la coppia Venom e Carnage risalire la piattaforma di lancio; tenta di intervenire nella vesti dell'Uomo Ragno, ma non riesce a impedire loro di introdursi nella navetta di John, che perde i contatti con la Terra. La colpa dell'accaduto ricade sull'Uomo Ragno, che viene odiato da tutta la città. Quando un segnale di soccorso di John arriva sulla Terra, rivelando di essere vivo e aver raggiunto la sua destinazione, Peter parte per la Contro-Terra per riportarlo a casa e riabilitare il suo nome. 

## Lista episodi
| n° | Titolo originale            | Titolo italiano                |
| -- | --------------------------- | ------------------------------ |
| 1  | Worlds apart: Part 1        | Mondi separati (prima parte)   |
| 2  | Worlds apart: Part 2        | Mondi separati (seconda parte) |
| 3  | Where evil nests            | Amico o nemico                 |
| 4  | Deadly choices              | Scelte                         |
| 5  | Steel cold heart            | Cuore d'acciaio                |
| 6  | Enter the hunter!           | Caccia al ragno                |
| 7  | Cry vulture                 | Finalmente liberi              |
| 8  | III-met by moonlight        | Incontri al chiaro di luna     |
| 9  | Sustenance                  | Lo scambio                     |
| 10 | Matters of the heart        | Affari di cuore                |
| 11 | One is the loneliest number | Un eroe incompreso             |
| 12 | Sins of the fathers         | Un destino segnato             |
| 13 | Destiny unleashed           | Destino scatenato              |

## Doppiaggio
| Personaggio                 | Doppiatore originale | Doppiatore italiano                                       |
| --------------------------- | -------------------- | --------------------------------------------------------- |
| Peter Parker/Uomo Ragno     | Rino Romano          | Giuseppe Calvetti                                         |
| Dott.ssa Naoko Yamada-Jones | Akiko Morison        |                                                           |
| Shayne Yamada-Jones         | Rhys Huber           | Cinzia Massironi                                          |
| John Jameson/Uomo Lupo      | John Payne           | Marco Balzarotti                                          |
| Karen O'Malley              | Kimberly Hawthorne   | Elisabetta Spinelli                                       |
| Daniel Brombley             | Christopher Gaze     | Vittorio Bestoso                                          |
| X-51                        | Dale Wilson          | Alberto Sette                                             |
| Alto Evoluzionario          | Richard Newman       | Pietro Ubaldi                                             |
| Lord Tyger                  | David Sobolov        | Enrico Bertorelli                                         |
| Sir Ram                     | Ron Halder           | Stefano Albertini                                         |
| Lady Vermin                 | Jennifer Hale        | Roberta Gallina Laurenti                                  |
| Lady Ursula                 | Tasha Simms          | Marcella Silvestri                                        |
| Eddie Brock/Venom           | Brian Drummond       | Riccardo Lombardo                                         |
| Cletus Kasady/Carnage       | Michael Donovan      | Claudio Moneta (Carnage) Riccardo Rovatti (Cletus Kasady) |
| Cacciatore                  | Paul Dobson          |                                                           |
| Electro                     | Dale Wilson          | Daniele Demma                                             |
| Mary Jane Watson            | Jennifer Hale        |                                                           |
| J. Jonah Jameson            | Richard Newman       | Antonio Paiola                                            |
| Nick Fury                   | Mark Gibbon          | Claudio Moneta                                            |
| Hector Jones/Goblin         | Rino Romano          | Giovanni Battezzato Riccardo Lombardo (ep. 4)             |
| Avvoltoio                   | Scott McNeil         | Giorgio Bonino                                            |

## Fumetti
Assieme alla serie animata la Marvel comics produsse anche un fumetto tie-in composto di due archi narrativi. I primi tre sono un adattamento dei primi tre episodi televisivi, mentre gli ultimi tre raccontano una storia originale che vede l'Uomo Ragno unire le forze con una versione bestiale di Wolverine. Il fumetto suggerisce che questo Wolwerine sia in realtà il marito di Naoko Yamada - Jones (diversamente dal cartone, che suggerisce invece che il marito di Naoko sia il Goblin). Nella saga a fumetti del 2014 Ragnoverso appare uno Spider-Man ispirato alla serie animata: questo Peter viene ucciso dal vampiro psichico Daemos, fratello di Morlun.

## Altre apparizioni
Il personaggio è apparso in un breve cameo nel film d'animazione Spider-Man: Across the Spider-Verse.